# ناحیه البینو، شهرستان بارتون، کانزاس
شهرستان البینو، بخش بارتون، کنساس (به انگلیسی: Albion Township, Barton County, Kansas) یک منطقهٔ مسکونی در ایالات متحده آمریکا است که در کانزاس واقع شده‌است.

## خصوصیات
شهرستان البینو ۹۳٫۸۶ کیلومترمربع مساحت و ۶۳ نفر جمعیت دارد و ۵۷۲ متر بالاتر از سطح دریا واقع شده‌است.